# Dendritický trn

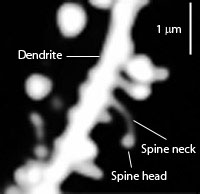
Dendritický trn

Dendritický trn, řidč. dendritický hřbet je malý výčnělek membrány neuronálního dendritu, který přijímá signály ze synapse axonu, čímž umožňuje přenos elektrických signálů do somy neuronu a paměť (zásobu) signálu. Morfologicky se skládají z okrouhlé hlavy a úzkého krčku spojující hlavu s masou dendritu. Dendrit obsahuje stovky až tisíce trnů.
Anglický ekvivalent pojmu dendritický hřbet (dendritic spine) se také užívá v neurovědách jako synonymum akčního potenciálu.